# 尾鷲市立図書館
尾鷲市立図書館（おわせしりつとしょかん）は、三重県尾鷲市中村町にある公立図書館。尾鷲市立中央公民館の2階にある。
開館以来、長い間公民館の一部として図書館活動を続け、2001年（平成13年）に尾鷲市立図書館となった。伝統ある子ども読書会や市民の寄付で購入される寿文庫などに特色がある。

## 歴史

### 尾鷲町立図書館（1928-1949）
1928年（昭和3年）3月30日、尾鷲尋常高等小学校（現・尾鷲市立尾鷲小学校）の一角で尾鷲町立図書館として北牟婁郡尾鷲町に開館した。大正期までに設立された図書館が37館あった三重県の中では尾鷲町立図書館の開館は遅い方であったが、北牟婁郡では最初に開館した図書館であった。町立図書館の1937年（昭和12年）度の統計を見ると、蔵書数は579冊、開館日数は251日、閲覧者数は583人であった。また、現行の尾鷲市域にはほかに1932年（昭和7年）2月開館の曽根青年団図書館（南牟婁郡南輪内村大字曽根）と1935年（昭和10年）3月開館の九鬼青年図書館（北牟婁郡九鬼村役場内）の2つの私立図書館があった。
三重県内の小規模な図書館は太平洋戦争の激化に伴い有名無実の存在となったものが多いが、尾鷲町立図書館は1949年（昭和24年）の統計が残っており、これによると1日平均閲覧者数は1人、蔵書数は322冊であった。しかし同年の図書館法制定により県内の図書館は8館まで淘汰され、尾鷲町立図書館も一旦閉館した。

### 公民館図書室時代（1951-2001）
1947年（昭和22年）に尾鷲町矢浜の住民が自前で公民館を設立したことに刺激を受けた尾鷲町青年団は、1949年（昭和24年）に公民館を開設しようと立ち上がった。この動きに呼応した尾鷲町当局は1949年（昭和24年）12月1日に尾鷲町立公民館を尾鷲町役場公会堂に設置した。公民館は自治体警察である尾鷲町警察の廃止に伴い空き庁舎となった南浦455番地の建物へ1951年（昭和26年）11月に移転した。尾鷲町立公民館には1951年（昭和26年）4月に尾鷲町立図書館が設けられ、図書館運営は公民館活動の3分野の中の1つと位置付けられた。図書館の目的は「町民の教育を高めるため」であり、閲覧時間は9時から20時（夏季は21時まで）であった。尾鷲町立公民館は活発な活動を行い、町民もこれに積極的に参加したことから、三重県庁や文部大臣らから数々の表彰を受けた。図書館は旧尾鷲町立図書館から蔵書の一部を引き継いだもののほとんどは新たに入手した図書で構成した。こうした開館の経緯は鳥羽町立図書館（現・鳥羽市立図書館）とよく似ている。
1954年（昭和29年）6月20日、尾鷲町は須賀利村・九鬼村・北輪内村・南輪内村と合併し尾鷲市となり、尾鷲町立公民館は尾鷲市立中央公民館に、尾鷲町立図書館は尾鷲市立図書館にそれぞれ改称した。1955年（昭和30年）には蔵書数4,441冊、閲覧者数41,312人と記録されている。1957年（昭和32年）10月1日に三重県立図書館尾鷲分館が市立図書館に併設されたが、1964年（昭和39年）3月に財政難を理由に閉鎖した。尾鷲市立中央公民館は手狭になってきたため、延床面積1,078m2の旧・尾鷲電報電話局の局舎を1千万円で買収し、400万円かけて改装し1967年（昭和42年）2月1日に移転した。新しい公民館には図書館のほか、大会議室、講座室、資料室、郷土室、市営結婚式場などが設けられていた。この頃の公民館の所在地は林町であった。
1980年（昭和55年）4月30日、レンガ風の外観をした新公民館へ移転し、図書館機能がその2階に設けられ、尾鷲市立中央公民館図書室に改称した。図書室は平成に入って以降、利用実績が急伸長した。1994年（平成6年）度の蔵書数は56,200冊であった。当時の閉館時間は平日が16時45分、休日が16時であった。1997年（平成9年）に図書の収蔵能力が限界に達し、原則として図書の寄贈を受け付けなくなった。またこの頃の図書室は図書館法に基づく図書館ではなく、コンピュータ導入のめどもつかず、手作業による貸し出しを続けていた。

### 市立図書館時代（2001-）
2001年（平成13年）4月、設置環境はそのままに尾鷲市立図書館に改称し、尾鷲市民のみならず、北牟婁郡の在住者・通勤者も利用できるようにした。同年6月にコンピュータを導入するために休館に入り、同年7月3日に再開した。また平日の開館時間を19時までに延長した。
2016年（平成28年）10月15日と10月16日に図書館の主催で三重県立熊野古道センター芝生広場を会場として「青空図書館 in おわせ」を初めて開催した。青空図書館とは公園などにレジャーシートを敷いて屋外で読書を楽しむイベントであり、当日は絵本作家の宮西達也や尾鷲市出身の作家・伊吹有喜による講演も行われた。またプレイベントとして同年9月10日に伊吹有喜原作、タナダユキ監督の映画『四十九日のレシピ』の上映会を尾鷲市福祉保健センターで開催した。

## 尾鷲市立中央公民館
尾鷲市立中央公民館（おわせしりつちゅうおうこうみんかん）は、三重県尾鷲市中村町10番41号にある公民館。1949年（昭和24年）12月1日に開館した尾鷲町立公民館を起源とし、現行館は1980年（昭和55年）4月に開館した。鉄筋コンクリート構造一部4階建てで、郷土室・尾鷲市立図書館・講堂などを併設する。敷地面積は32,998m2、延床面積は2,621.6m2である。開館時間は8時30分から21時30分まで、休館日は祝日、第3日曜日、年末年始である。
館内の構成は以下の通り。
| 階  | 主な設備                                                                                        |
| 3階 | 講堂（347.5m2）、会議室（2室）、和室（2室）、講座室、ロビー                                     |
| 2階 | 尾鷲市立図書館、調理教室（85.2m2）、講座室、図工室                                              |
| 1階 | 郷土室（176.7m2）、視聴覚室（85.9m2）、事務室、尾鷲市教育委員会生涯学習課、ロビー、展示コーナー |

### 図書館の構造
図書館は一般閲覧室（60.0m2）、児童閲覧室（60.0m2）、幼児室（30.0m2）を備え、書庫（20.0m2）や古文書室（28.0m2）もある。郷土資料コーナーには尾鷲町長を務めた太田寿編著の『尾鷲乃方言』、『紀伊続風土記』など21点、郷土史家の倉本為一郎による『南輪内村史』などの刊本と倉本の原稿を製本した『昭和地震誌』などを備えている。

## 特色

### 読書会
尾鷲市立図書館の読書会は、小学生対象の「子ども読書会」と成人対象の「ポランの会」がある。
子ども読書会は1967年（昭和42年）に発足した伝統ある読書会である。2015年（平成27年）までは読書感想文コンクールも実施していたが、2016年（平成28年）に読書会の内容を刷新し、読み聞かせや絵本作りなどを通年で開催するようになった。
ポランの会は1990年（平成2年）に発足し、月に1度集まって子供向けの本を読んで話し合いを行っている。またその成果を生かして読み聞かせ活動も行う。なお、児童文学者の小倉肇がポランの会を指導していた時期がある。

### 寿文庫
尾鷲市には、市民から募金を集め、それを資金に図書を購入して図書館に寄贈する「寿文庫運営委員会」がある。同委員会は1966年（昭和41年）に紀北信用金庫の理事長を務めた土井周平が、当時の尾鷲市で厄年の男女が厄祓いとして料亭や旅館で派手に散財したり寺社でお金をばらまいたりしていた風習に替えて図書館の蔵書を充実させるために使おうと呼びかけて設立したものである。ばらまかれた金銭を子供が拾い集め、大金を手にすることが健全育成にふさわしくないと見なされたことも背景にある。こうした経緯で始まったことから、主として厄年の人に募金の呼びかけがなされてきたが、尾鷲市の人口減に伴う厄年対象者の減少により集まる募金額も減少してきたため、2015年（平成27年）の文庫創設50周年を機に喜寿や米寿などの「祝い年」の高齢者にも寄付を呼びかけるようになった。
同委員会は尾鷲市立図書館に事務局を置き、毎年厄祓いの時期である1月5日から3月12日にかけて募金を求める。募金は図書館のほか、尾鷲神社と尾鷲市内の5寺で受け付ける。集まった募金は、通常の図書館予算では購入が難しい高額の図書やリクエスト図書の購入に充当される。寿文庫には2017年（平成29年）までに6,090人から計2262万円の寄付が集まり、12,000冊を図書館に寄贈した。寿文庫の資金で購入された図書には、厄年の「Y」を取った「Yマーク」を貼付し、「第N回寿文庫」と記された蔵書印を押して通常の購入図書と見分けがつくようにしている。
寿文庫運営委員会の委員は任期2年で17人おり、尾鷲市の地域団体代表者や図書館の利用者、厄年の人で構成される。委員の再任は妨げられていないため、長年にわたって委員を務める人もいる。厄年の委員は、同年齢の人に寄付を呼びかける役割を担う。

## 利用案内
- 開館時間：9時から19時まで（ただし土日は17時まで）
- 休館日：月曜日、祝日、第3日曜日、毎月月末、特別整理期間、年末年始
- 貸出制限：尾鷲市および北牟婁郡紀北町に在住・通勤・通学している者。
- 貸出可能冊数：10冊
- 貸出可能期間：15日間
- 予約、リクエスト可能。

## 交通
JR紀勢本線尾鷲駅から徒歩5 - 10分。三重交通バス利用の場合、尾鷲市役所バス停で下車し、すぐである。
公民館駐車場は25台分あるが、尾鷲市当局は公共交通機関の利用を求めている。